# Turneul celor Șase Națiuni din 2019
Turneul celor Șase Națiuni din 2019 (cunoscut sub numele de Guiness 6 Nations datorită sponsorului turneului, Guinness), a fost cea de a 20-a ediție a Turneului celor Șase Națiuni, campionatul anual de rugby din emisfera nordică.
La acestă ediție au participat Anglia, Franța, campioana en-titre Irlanda, Italia, Scoția și Țara Galilor. Incluzând competițiile inițiale Turneul Home Nations și Turneul celor Cinci Națiuni, acesta a fost cea de a 125-a ediție a turneului.
Țara Galilor a câștigat titlul pentru a 27-a oară, iar Grand Slam-ul pentru a 12-a oară.

## Echipe participante
| Țara         | Stadion               | Stadion    | Stadion     | Antrenor        | Căpitan         |
| Țara         | Stadion propriu       | Capacitate | Oraș        | Antrenor        | Căpitan         |
| ------------ | --------------------- | ---------- | ----------- | --------------- | --------------- |
| Anglia       | Stadionul Twickenham  | 82.000     | Londra      | Eddie Jones     | Owen Farrell    |
| Franța       | Stade de France       | 81.338     | Saint-Denis | Jacques Brunel  | Guilhem Guirado |
| Irlanda      | Aviva Stadium         | 51.700     | Dublin      | Joe Schmidt     | Rory Best       |
| Italia       | Stadio Olimpico       | 73.261     | Roma        | Conor O'Shea    | Sergio Parisse  |
| Scoția       | Stadionul Murrayfield | 67.144     | Edinburgh   | Gregor Townsend | Greig Laidlaw   |
| Țara Galilor | Millennium Stadium    | 74.500     | Cardiff     | Warren Gatland  | Alun Wyn Jones  |

## Clasament
| Loc                                                                                             | Echipa       | Jocuri | Jocuri   | Jocuri  | Jocuri     | Puncte | Puncte    | Puncte    | Eseuri | Puncte bonus | Puncte clasament |
| Loc                                                                                             | Echipa       | Jucate | Victorii | Egaluri | Înfrângeri | Pentru | Împotrivă | Diferență | Eseuri | Puncte bonus | Puncte clasament |
| ----------------------------------------------------------------------------------------------- | ------------ | ------ | -------- | ------- | ---------- | ------ | --------- | --------- | ------ | ------------ | ---------------- |
| 1                                                                                               | Țara Galilor | 5      | 5        | 0       | 0          | 114    | 65        | +49       | 10     | 3            | 23               |
| 2                                                                                               | Anglia       | 5      | 3        | 1       | 1          | 184    | 101       | +83       | 24     | 4            | 18               |
| 3                                                                                               | Irlanda      | 5      | 3        | 0       | 2          | 101    | 100       | +1        | 14     | 2            | 14               |
| 4                                                                                               | Franța       | 5      | 2        | 0       | 3          | 93     | 118       | -25       | 12     | 2            | 10               |
| 5                                                                                               | Scoția       | 5      | 1        | 1       | 3          | 105    | 125       | -20       | 14     | 3            | 9                |
| 6                                                                                               | Italia       | 5      | 0        | 0       | 5          | 79     | 167       | -88       | 10     | 0            | 0                |
| Sursa: 6 Nations Table Arhivat în 25 ianuarie 2018, la Wayback Machine. (accesat 9 martie 2019) |              |        |          |         |            |        |           |           |        |              |                  |

## Meciuri

### Etapa 1
| 1 februarie 2019 | Franța  | 19 – 24 | Țara Galilor | Stade de France, Paris           |
| 2 februarie 2019 | Scoția  | 33 – 20 | Italia       | Stadionul Murrayfield, Edinburgh |
| 2 februarie 2019 | Irlanda | 20 – 32 | Anglia       | Aviva Stadium, Dublin            |

### Etapa a 2-a
| 9 februarie 2019  | Scoția | 13 – 22 | Irlanda      | Stadionul Murrayfield, Edinburgh |
| 9 februarie 2019  | Italia | 15 – 26 | Țara Galilor | Stadio Olimpico, Roma            |
| 10 februarie 2019 | Anglia | 44 – 8  | Franța       | Stadionul Twickenham, Londra     |

### Etapa a 3-a
| 23 februarie 2019 | Franța       | 27–10 | Scoția  | Stade de France, Paris      |
| 23 februarie 2019 | Țara Galilor | 21–13 | Anglia  | Millennium Stadium, Cardiff |
| 24 februarie 2019 | Italia       | 16–26 | Irlanda | Stadio Olimpico, Roma       |

### Etapa a 4-a
| 9 martie 2019  | Scoția  | 11 – 18 | Țara Galilor | Stadionul Murrayfield, Edinburgh |
| 9 martie 2019  | Anglia  | 57 – 14 | Italia       | Stadionul Twickenham, Londra     |
| 10 martie 2019 | Irlanda | 26 – 14 | Franța       | Aviva Stadium, Dublin            |

### Etapa a 5-a
| 16 martie 2019 | Italia       | 14 – 25 | Franța  | Stadio Olimpico, Roma        |
| 16 martie 2019 | Țara Galilor | 25 – 7  | Irlanda | Millennium Stadium, Cardiff  |
| 16 martie 2019 | Anglia       | 38 – 38 | Scoția  | Stadionul Twickenham, Londra |